# 叠加原理

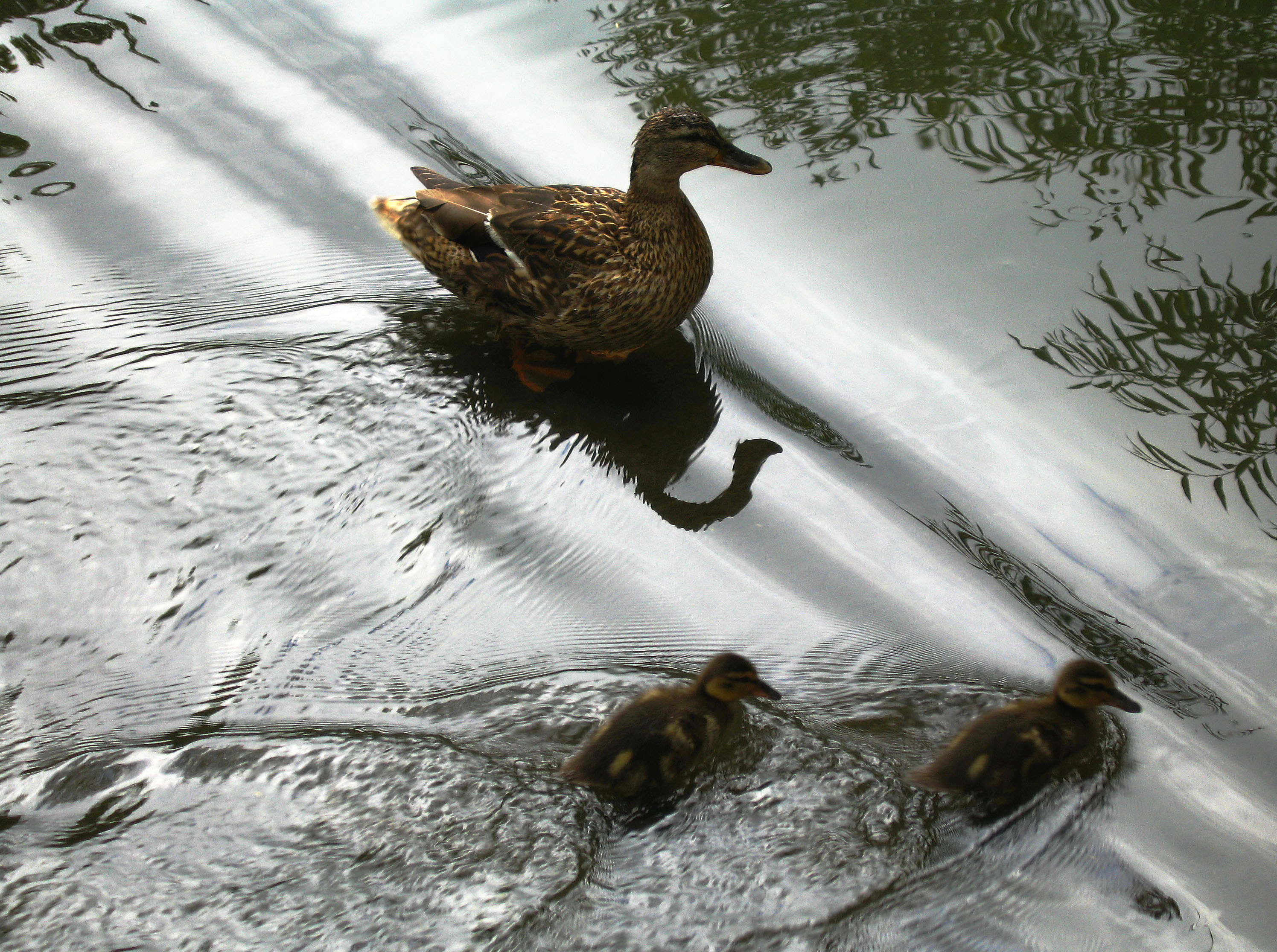
远处传来的几乎平面波（对角线）与鸭子航迹产生的波之叠加，在水中只近似满足线性关系。

在物理学与系统理论中，疊加原理（superposition principle），也叫叠加性质（superposition property），说对任何线性系统“在给定地点与时间，由两个或多个刺激产生的合成反应是由每个刺激单独产生的反应之代数和。”
从而如果输入 {\displaystyle A} 产生反应 {\displaystyle X}，输入 {\displaystyle B} 产生 {\displaystyle Y}，则输入 {\displaystyle A+B} 产生反应 {\displaystyle (X+Y)}。
用数学的话讲，对所有线性系统 {\displaystyle F(x)=y}，其中 {\displaystyle x} 是某种程度上的刺激（输入）而 {\displaystyle y} 是某种反应（输出），刺激的叠加（即“和”）得出分别反应的叠加：
{\displaystyle F(x_{1}+x_{2}+\cdots )=F(x_{1})+F(x_{2})+\cdots .}
在数学中，这个性质更常被叫做可加性。在绝大多数实际情形中，F 的可加性表明它是一个线性映射，也叫做一个线性函数或线性算子。
此原理在物理学与工程学中有许多应用，因许多物理系统可以线性系统为模型。例如，一个梁可作为一个线性系统，其中输入刺激是在梁上的结构荷重，而输出反应是梁的挠度。因为物理系统通常只是近似线性的，叠加原理往往只是真实物理现象的近似；從這裏可以察知這些系統的操作區域。
叠加原理适用于任何线性系统，包括代数方程、线性微分方程、以及这些形式的方程组。输入与反应可以是数、函数、向量、向量场、随时间变化的信号、或任何满足一定公理的其它对象。注意当涉及到向量与向量场时，叠加理解为向量和。

## 与傅里叶分析及类似方法的关系
通过将线性系统中一个非常一般的刺激写成一些特定的简单形式的刺激之叠加，利用叠加原理，通常使反应变得容易计算。
例如，在傅里叶分析中，刺激写成无穷多个正弦波的叠加。由于叠加原理，每个这样的正弦波可单独分析，各自的反应可计算出来。（反应自己也是一个正弦波，与刺激的频率相同，但一般有不同的振幅与相位。）根据叠加原理，原来的刺激的反应是所有单独的正弦波反应之总和（或积分）。
另一个常见的例子，在格林函数分析中，刺激写成无穷多个脉冲函数的叠加，而反应是脉冲响应的叠加。
傅里叶分析对波是常用的。例如，在电磁理论中，通常的光描述为平面波（固定频率、极化与方向的波）的叠加。只要叠加原理成立（通常成立但未必一定；见非线性光学），任何光波的行为可理解为这些简单平面波的行为之叠加。

## 在波理论中的应用
波通常描述为通过空间与时间的某个参数的变化，例如，水波中的高度，声波中的压强，或光波中的电磁场。这个参数的值称为波的振幅，而波本身是确定在每一点的振幅的一个函数。
在任何有波的系统中，在给定时间的波形式是该系统的源（即可能存在的产生或影响波的外力）与初始条件的函数。在许多情形（例如经典波方程），描述波的方程是线性的。如果该条件成立，则可以使用叠加原理。这就意味着由在同一空间中传播的两个或多个波的合成振幅，是由每个波单独产生的振幅之和。例如，两个相向传播的波将径直互相穿过，在另一边不会有任何变形（见最上面的图）。

### 波干涉
波之间的干涉即基于此想法。当两个或更多波在同一个空间中传播，在每一点的合成振幅是各个波的振幅之和。在某些情形，比如抗噪耳機，合成变量的振幅比各个分变量都小；这称为消极干涉。在另一种情形，比如线阵音箱，合成变量振幅比各个分变量都大；这成为积极干涉。
| 合成 波形式 |          |            |
| 波 1        |          |            |
| 波 2        |          |            |
|             | 相位相同 | 相位差180° |

### 线性的丧失
值得注意的是在大多数实际物理情形中，支配波的方程只是近似线性。在这些情形，叠加原理只是近似成立。作为一个法则，当波的振幅越小时近似的准确性程度越高。当叠加原理不是准确地成立时的现象可参见非线性光学与非线性声学。

### 量子叠加
在量子力学中，一个主要问题是如何计算一个特定类型波的传播与行为。这个波叫做波函数，支配波的行为的方程称为薛定谔波动方程。计算一个波函数的行为的一个主要方法是将波函数写成（可能无穷个）一些行为特别简单的稳定态的波函数之叠加（称为量子叠加）。因为薛定谔波方程是线性的，原来波函数的行为可以通过叠加原理来计算，参见量子叠加。

## 边界值问题
一类通常的边界值问题抽象地说是寻找一个函数 {\displaystyle y} 使其满足某个方程
{\displaystyle F(y)=0}
以及边界条件
{\displaystyle G(y)=z}
例如，在狄利克雷边界条件下拉普拉斯方程的中，{\displaystyle F} 是一个区域 {\displaystyle R} 上的拉普拉斯算子，{\displaystyle G} 是将 {\displaystyle y} 限制于 {\displaystyle R} 的边界上的算子，{\displaystyle z} 是 {\displaystyle y} 在 {\displaystyle R} 的边界上要求满足的函数。
在这种情形下 {\displaystyle F} 与 {\displaystyle G} 都是线性算子，则叠加原理说第一个方程的一些解的叠加是第一个方程的另一个解：
如果 {\displaystyle F(y_{1})=F(y_{2})=\cdots =0} 则 {\displaystyle F(y_{1}+y_{2}+\cdots )=0}
而边界值为：
{\displaystyle G(y_{1})+G(y_{2})=G(y_{1}+y_{2})}
利用这一事实，如果一组解可以组成第一个方程的解，则这些解小心地叠加起来可使其满足第二个方程。这是解边界值问题的一个通常方法。

## 其它应用示例
- 在电机工程学的一个线性电路中，输入（一个应用时变电压信号）与输出（在回路中任何一处的电流或电压）通过一个线性变换相关。从而如数信号的叠加（即和）将得出反应的叠加。以此为基础应用傅里叶分析特别普遍。电路分析中另一个有关技术参见叠加定理。

- 在物理学中，麦克斯韦方程蕴含（可能随时间变化）电荷与电流和电场与磁场通过一个线性变换相关。从而叠加原理可用来简化由给定电荷与电流分布引起的物理场的计算。此原理也用于物理学中其它线性微分方程，比如热方程。

- 在机械工程中，叠加用来解组合荷重的梁与结构的形变，如果作用是线性的（即每个荷重不影响其他荷重的结果且每个荷重的作用不明显改变结构系统的几何[2]）。

- 在水文地质学中，叠加原理用于在一个理想蓄水层中抽水的水井的水位降低量（英语：Drawdown (hydrology)）。

- 在过程控制中，叠加原理用于模型预估计控制（英语：model predictive control）。

- 叠加原理可用于利用线性化分析一个非线性系统的已知解的小导数。

- 在音乐中，理论家约瑟夫·施林格（英语：Joseph Schillinger）利用叠加原理的一种形式作为他《音乐作曲施林格系统》中的“音律理论”。

## 进一步的阅读
- Haberman, Richard. . Prentice Hall. 2004. ISBN 0-13-065243-1.
- Superposition of sound waves（页面存档备份，存于）